# Avengers Assemble
Avengers Assemble is een Amerikaanse geanimeerde televisieserie over Marvel Comics-superheldenteam The Avengers. De serie werd gemaakt naar aanleiding van het succes van de film The Avengers uit 2012. In de Verenigde Staten begon deze serie op Disney XD op 26 mei 2013.

## Verhaal
Het verhaal wordt verteld vanuit het gezichtspunt van het nieuwe Avengers teamlid Falcon. Hem wordt van alles geleerd door de andere Avengers: Iron Man, Captain America, Thor, de Hulk, Black Widow en Hawkeye.

## Rolverdeling

### Originele rolverdeling
- Adrian Pasdar – Iron Man (seizoen 1 tot en met 3)
- Mick Wingert – Iron Man (seizoen 4)[3]
- Travis Willingham – Thor
- Roger Craig Smith – Captain America
- Fred Tatasciore – Hulk/Bruce Banner, Black Bolt, Crossbones
- Laura Bailey – Black Widow, Gamora
- Troy Baker – Hawkeye , Loki, Whiplash, Doombot
- Bumper Robinson – Falcon

### Nederlandse rolverdeling
- Jim de Groot – Iron Man/Tony Stark
- Roberto de Groot – Thor
- Ruben Lürsen – Captain America/Steve Rogers
- Paul Klooté – Hulk
- Meghna Kumar – Black Widow
- Martin van der Starre – Hawkeye
- Ivo Chundro – Falcon
- Edward Reekers – J.A.R.V.I.S.
- Paul Disbergen – Red Skull
- Timo Bakker – M.O.D.O.K.
- Marcel Jonker – Nick Fury, Dr. Doom, Groot, Het Ding (The Thing)
- Wiebe-Pier Cnossen – Hyperion
- Just Meijer – Dracula, Loki, Uatu the Watcher
- Reinder van der Naalt – J. Jonah Jameson
- Murth Mossel – Thanos en Heimdall
- Jelle Amersfoort – Ant-Man
- Finn Poncin – Ultron
- Trevor Reekers – Justin Hammer, Rocket Raccoon en Black Panther
- Guido Spek – Spider-Man/Peter Parker
- Ruud Drupsteen – Drax the Destroyer
- Hilde de Mildt – Captain Marvel
- Tara Hetharia – Ms. Marvel
- Frans Limburg – Vision
- Daan van Rijssel – Red Hulk
- Ewout Eggink – Star-Lord, Baron Strucker
- Jannemien Cnossen – Gamora
- Simon Zwiers – Mangog, Galactus
- Huub Dikstaal – Abomination